# Joseph (Oregón)
Joseph es una ciudad ubicada en el condado de Wallowa en el estado estadounidense de Oregón. En el año 2000 tenía una población de 1,054 habitantes y una densidad poblacional de 479 personas por km².

## Geografía
Joseph se encuentra ubicada en las coordenadas 45°21′3″N 117°13′49″O / 45.35083, -117.23028.

## Demografía
Según la Oficina del Censo en 2000 los ingresos medios por hogar en la localidad eran de $31,310 y los ingresos medios por familia eran $36,250. Los hombres tenían unos ingresos medios de $25,938 frente a los $21,563 para las mujeres. La renta per cápita para la localidad era de $16,163. Alrededor del 11.3% de la población estaban por debajo del umbral de pobreza.

## Localidades adyacentes
Diagrama de las localidades a un radio de 34 km a la redonda de Long Neck. 